# Округ Гернси (Охајо)
Гернси (енгл. Guernsey County) је округ у америчкој савезној држави Охајо.

## Демографија
По попису из 2010. године број становника је 40.087, што је 705 (-1,7%) становника мање него 2000. године.
| Група             | 2000.          | 2010.          |
| Белци             | 39.108 (95,9%) | 38.276 (95,5%) |
| Афроамериканци    | 623 (1,5%)     | 590 (1,5%)     |
| Азијати           | 122 (0,3%)     | 110 (0,3%)     |
| Хиспаноамериканци | 254 (0,6%)     | 349 (0,9%)     |
| Укупно            | 40.792         | 40.087         |